# Giro dei Paesi Bassi 1982
Il Giro dei Paesi Bassi 1982, ventiduesima edizione della corsa, si svolse dal 23 al 28 agosto 1982 su un percorso di 935 km ripartiti in 5 tappe (la quarta e la quinta suddivise in due semitappe) e un cronoprologo, con partenza da Enter e arrivo a Sittard-Geleen. Fu vinto dall'olandese Bert Oosterbosch della squadra DAF Trucks-TeVe Blad davanti ai suoi connazionali Jan Raas e Gerrie Knetemann.

## Tappe
| Tappa  | Data      | Percorso                                          | km  | Vincitore di tappa    | Leader cl. generale   |
| ------ | --------- | ------------------------------------------------- | --- | --------------------- | --------------------- |
| Prol.  | 23 agosto | Enter > Enter (cron. individuale)                 | 1,8 | Jan Raas              | Jan Raas              |
| 1ª     | 24 agosto | Enter > Veendam                                   | 196 | Adrie van Houwelingen | Adrie van Houwelingen |
| 2ª     | 25 agosto | Leeuwarden > Noord-Scharwoude                     | 165 | Eddy Vanhaerens       | Adrie van Houwelingen |
| 3ª     | 26 agosto | Langedijk > Zundert                               | 226 | Kim Andersen          | Jan Wijnants          |
| 4ª-1ª  | 27 agosto | Zundert > Zundert (cron. individuale)             | 23  | Bert Oosterbosch      | Bert Oosterbosch      |
| 4ª-2ª  | 27 agosto | Breda > Weert                                     | 109 | Benny Van Brabant     | Bert Oosterbosch      |
| 5ª-1ª  | 28 agosto | Born > Sittard-Geleen                             | 104 | Johan van der Velde   |                       |
| 5ª-2ª  | 28 agosto | Sittard-Geleen > Sittard-Geleen (cron. a squadre) | 55  | Ti-Raleigh-Campagnolo | Bert Oosterbosch      |
| Totale | Totale    | Totale                                            | 935 |                       |                       |

## Dettagli delle tappe

### Prologo
- 23 agosto: Enter > Enter (cron. individuale) – 1,8 km

| Pos. | Corridore          | Squadra         | Tempo |
| ---- | ------------------ | --------------- | ----- |
| 1    | Jan Raas           | TI-Raleigh      | 2'15" |
| 2    | Jos Lammertink     | B & S Wegenbouw | s.t.  |
| 3    | Hennie Stamsnijder | DAF Trucks      | a 1"  |

| Pos. | Corridore          | Squadra         | Tempo |
| ---- | ------------------ | --------------- | ----- |
| 1    | Jan Raas           | TI-Raleigh      | 2'15" |
| 2    | Jos Lammertink     | B & S Wegenbouw | s.t.  |
| 3    | Hennie Stamsnijder | DAF Trucks      | a 1"  |

### 1ª tappa
- 24 agosto: Enter > Veendam – 196 km

| Pos. | Corridore             | Squadra       | Tempo    |
| ---- | --------------------- | ------------- | -------- |
| 1    | Adrie van Houwelingen | Vermeer-Thijs | 4h40'31" |
| 2    | Eddy Planckaert       | Splendor      | a 3"     |
| 3    | Eric McKenzie         | Capri Sonne   | s.t.     |

| Pos. | Corridore             | Squadra       | Tempo    |
| ---- | --------------------- | ------------- | -------- |
| 1    | Adrie van Houwelingen | Vermeer-Thijs | 4h42'41" |
| 2    | Eddy Planckaert       | Splendor      | a 6"     |
| 3    | Adrie van der Poel    | DAF Trucks    | s.t.     |

### 2ª tappa
- 25 agosto: Leeuwarden > Noord-Scharwoude – 165 km

| Pos. | Corridore       | Squadra     | Tempo    |
| ---- | --------------- | ----------- | -------- |
| 1    | Eddy Vanhaerens | Safir-Marc  | 4h30'12" |
| 2    | John Herety     | Coop        | a 3"     |
| 3    | Eric McKenzie   | Capri Sonne | a 5"     |

| Pos. | Corridore             | Squadra       | Tempo    |
| ---- | --------------------- | ------------- | -------- |
| 1    | Adrie van Houwelingen | Vermeer-Thijs | 9h12'58" |
| 2    | Adrie van der Poel    | DAF Trucks    | a 3"     |
| 3    | Eddy Planckaert       | Splendor      | a 6"     |

### 3ª tappa
- 26 agosto: Langedijk > Zundert – 226 km

| Pos. | Corridore          | Squadra    | Tempo    |
| ---- | ------------------ | ---------- | -------- |
| 1    | Kim Andersen       | Coop       | 5h40'31" |
| 2    | Jan Wijnants       | Boule d'Or | s.t.     |
| 3    | Adrie van der Poel | DAF Trucks | a 51"    |

| Pos. | Corridore          | Squadra     | Tempo     |
| ---- | ------------------ | ----------- | --------- |
| 1    | Jan Wijnants       | Boule d'Or  | 14h53'56" |
| 2    | Adrie van der Poel | DAF Trucks  | a 9"      |
| 3    | Eric McKenzie      | Capri Sonne | a 13"     |

### 4ª tappa - 1ª semitappa
- 27 agosto: Zundert > Zundert (cron. individuale) – 23 km

| Pos. | Corridore           | Squadra       | Tempo  |
| ---- | ------------------- | ------------- | ------ |
| 1    | Bert Oosterbosch    | DAF Trucks    | 29'32" |
| 2    | Gregor Braun        | Capri Sonne   | a 35"  |
| 3    | Jan van Houwelingen | Vermeer-Thijs | a 45"  |

| Pos. | Corridore             | Squadra       | Tempo     |
| ---- | --------------------- | ------------- | --------- |
| 1    | Bert Oosterbosch      | DAF Trucks    | 15h23'51" |
| 2    | Jan Raas              | TI-Raleigh    | a 43"     |
| 3    | Adrie van Houwelingen | Vermeer-Thijs | s.t.      |

### 4ª tappa - 2ª semitappa
- 27 agosto: Breda > Weert – 109 km

| Pos. | Corridore         | Squadra       | Tempo    |
| ---- | ----------------- | ------------- | -------- |
| 1    | Benny Van Brabant | Splendor      | 2h46'12" |
| 2    | Jos Jacobs        | Vermeer-Thijs | s.t.     |
| 3    | Jan Raas          | TI-Raleigh    | s.t.     |

| Pos. | Corridore             | Squadra       | Tempo     |
| ---- | --------------------- | ------------- | --------- |
| 1    | Bert Oosterbosch      | DAF Trucks    | 18h10'03" |
| 2    | Jan Raas              | TI-Raleigh    | a 43"     |
| 3    | Adrie van Houwelingen | Vermeer-Thijs | s.t.      |

### 5ª tappa - 1ª semitappa
- 28 agosto: Born > Sittard-Geleen – 104 km

| Pos. | Corridore           | Squadra    | Tempo    |
| ---- | ------------------- | ---------- | -------- |
| 1    | Johan van der Velde | TI-Raleigh | 2h30'42" |
| 2    | Luc Desmet          | Splendor   | s.t.     |
| 3    | Johnny Broers       | Splendor   | s.t.     |

| Pos. | Corridore | Squadra | Tempo |
| ---- | --------- | ------- | ----- |

### 5ª tappa - 2ª semitappa
- 28 agosto: Sittard-Geleen > Sittard-Geleen (cron. a squadre) – 55 km

| Pos. | Squadra               | Tempo  |
| ---- | --------------------- | ------ |
| 1    | Ti-Raleigh-Campagnolo | 24'53" |
| 2    | DAF Trucks-TeVe Blad  | a 22"  |
| 3    | Vermeer-Thijs         | a 27"  |

| Pos. | Corridore        | Squadra    | Tempo     |
| ---- | ---------------- | ---------- | --------- |
| 1    | Bert Oosterbosch | DAF Trucks | 21h06'06" |
| 2    | Jan Raas         | TI-Raleigh | a 16"     |
| 3    | Gerrie Knetemann | TI-Raleigh | a 27"     |

## Classifiche finali

### Classifica generale
| Pos. | Corridore             | Squadra                     | Tempo     |
| ---- | --------------------- | --------------------------- | --------- |
| 1    | Bert Oosterbosch      | DAF Trucks-TeVe Blad        | 21h06'06" |
| 2    | Jan Raas              | Ti-Raleigh-Campagnolo       | a 16"     |
| 3    | Gerrie Knetemann      | Ti-Raleigh-Campagnolo       | a 27"     |
| 4    | Adrie van der Poel    | DAF Trucks-TeVe Blad        | a 45"     |
| 5    | Cees Priem            | Ti-Raleigh-Campagnolo       | a 48"     |
| 6    | Adrie van Houwelingen | Vermeer-Thijs               | a 49"     |
| 7    | Jan van Houwelingen   | Vermeer-Thijs               | a 57"     |
| 8    | Jos Lammertink        | B & S Wegenbouw-Elro Snacks | a 1'16"   |
| 9    | Marc Sergeant         | Boule d'Or-Sunair           | a 1'22"   |
| 10   | Ad Wijnands           | Ti-Raleigh-Campagnolo       | a 1'28"   |